# Міжштатна автомагістраль 22
Міжштатна автомагістраль 22 (Interstate 22, I-22) — це 325,9 кілометра Міждержавного шосе в американських штатах Міссісіпі та Алабама, що сполучає I-269 біля Байгелія, з I-65 біля Бірмінгема, Алабама. I-22 також є коридором X Системи автомобільних доріг розвитку Аппалачів. Призначений у 2012 році, I-22 слідує за маршрутом старішого US Route 78 (US 78). Автомагістраль в основному охоплює сільську місцевість і повз численні невеликі міста вздовж свого маршруту, включаючи Фултон, Тупело, Нью-Олбані та Холлі-Спрінгс у Міссісіпі; і Джаспер, Вінфілд і Гамільтон в Алабамі.
I-22 було оновлено до стандартів міжштатних автомагістралей, щоб усунути прогалину в системі міжштатних автомагістралей, дозволяючи пряміше сполучення між містами на південному сході та містами в центральній частині країни. I-22 опосередковано з’єднує I-240, I-40, I-55 та I-69 у столичному районі Мемфіса через US 78 і I-269 з I-65, I-459, I-20 і I-59 в районі метро Бірмінгема.

## Опис маршруту

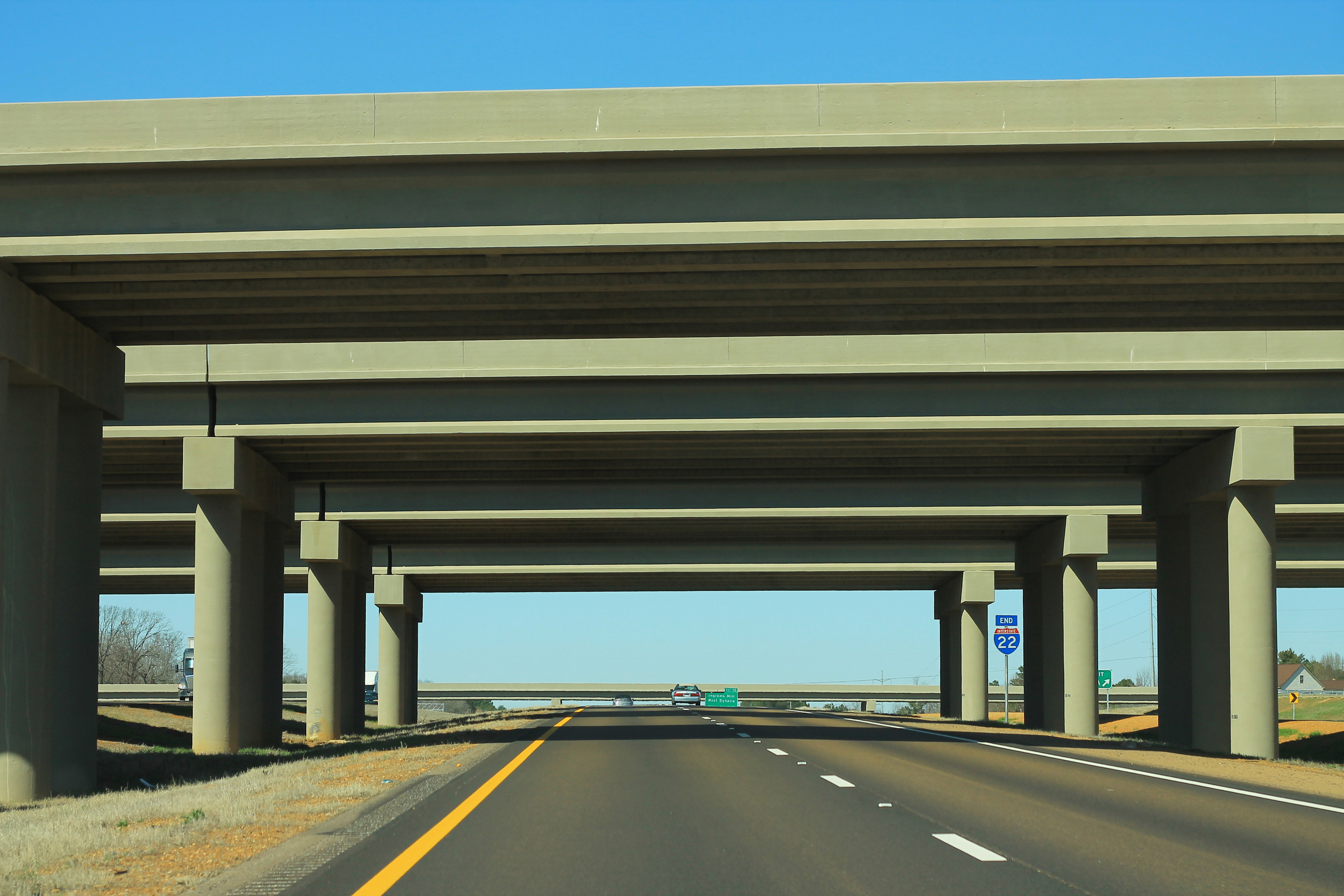
Західна кінцева станція на I-269 у Бигалії, штат Міссісіпі

I-22 сполучає Бірмінгем і передмістя Мемфіса, заповнюючи прогалину в системі міжштатних автомагістралей. Він починається на розв'язці з I-269 у Byhalia, Mississippi, приблизно в 40 км, від центру Мемфіса і йде на південний схід через північ Міссісіпі та Алабама, перш ніж закінчитися на розв'язці з I-65 приблизно 8 км, на північ від центру міста Бірмінгем, штат Алабама.

### Міссісіпі

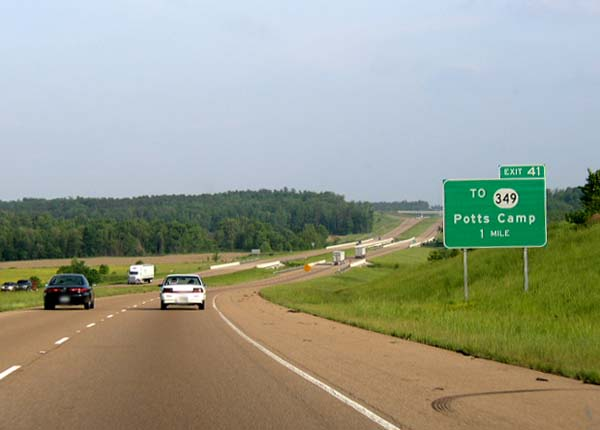
I-22 у східному напрямку в Поттс Кемп

I-22 починається на розв'язці з I-269 у Byhalia на північному заході Міссісіпі та продовжується через сільські райони, з'єднуючи такі міста, як Фултон, Тупело, Нью-Олбані та Холлі-Спрінгс.

### Алабама

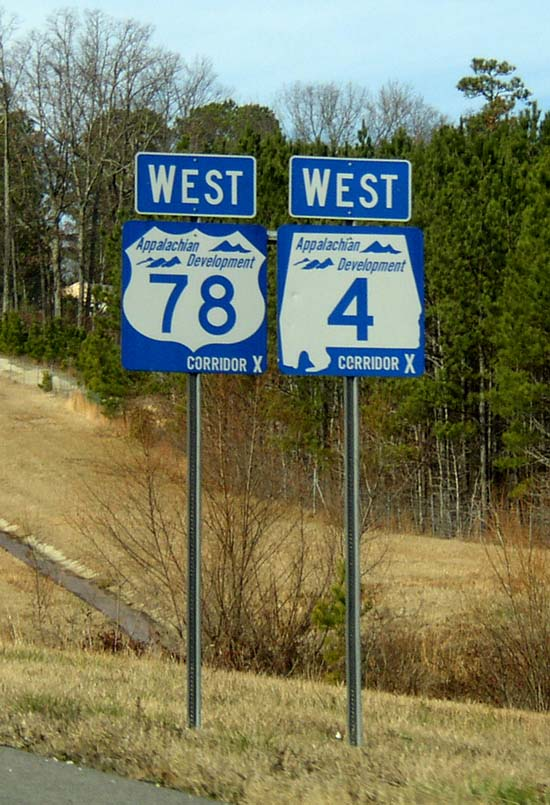
Коридор X ADHS щити в окрузі Меріон

I-22 продовжує проходити через сільські райони на північному заході Алабами та з'єднує міста Джаспер, Вінфілд і Гамільтон, а потім закінчується на розв'язці з I-65 приблизно в 5 миль (8,0 км) на північ від центру Бірмінгема.

## Історія
Концепція швидкісної автомагістралі Мемфіс-Бірмінгем обговорювалася ще в 1950-х роках, але далі розмов не пішло упродовж більше ніж 20 років.
Частину I-22 на схід від Фултона, штат Міссісіпі, було схвалено Конгресом як «Коридор X» у 1978 році як частину Системи автомобільних доріг Аппалачі, і з того часу частини I-22 будуються. Коридор X також був визначений як «Коридор високого пріоритету». 10" у Федеральному законі про призначення національної системи автомобільних доріг 1995 року та як "Коридор високого пріоритету 45" у пізнішому законодавстві. За багато років розробки проєкт неодноразово змінювався.